# Baku United FC
Baku United FC – angielski klub futsalowy z siedzibą w Londynie, obecnie występuje w FA Futsal League. Baku United jest pierwszym angielskim klubem, który awansował do fazy Main Round UEFA Futsal Cup. Drużyna ta składa się głównie z zawodników z Hiszpanii i Brazylii. W sezonie 2013/2014 Baku wyeliminowało z rozgrywek UEFA Futsal Cup m.in. Wisłę Krakbet Kraków.

## Sukcesy
- Mistrzostwo Anglii (2): 2012/2013, 2013/2014[3]